# خواجه-اریق (شهرستان نوکت)
خواجه-اریق (به قرقیزی: Кожо-Арык، قوجو ارىق) یک منطقهٔ مسکونی در قرقیزستان است که در شهرستان نوکت واقع شده‌است. خواجه-اریق ۸٬۱۲۲ نفر جمعیت دارد و ۱٬۴۳۵ متر بالاتر از سطح دریا واقع شده‌است.